# Nothomiza nana
Nothomiza nana är en fjärilsart som beskrevs av W. Warren 1897. Nothomiza nana ingår i släktet Nothomiza och familjen mätare. Inga underarter finns listade i Catalogue of Life.